# The Eavesdropper
The Eavesdropper é um filme mudo norte-americano de 1909 em curta-metragem, do gênero dramático, escrito e dirigido por D. W. Griffith. O filme foi estrelado por Charles Inslee, David Miles e Marion Leonard.